# حرب صناعية

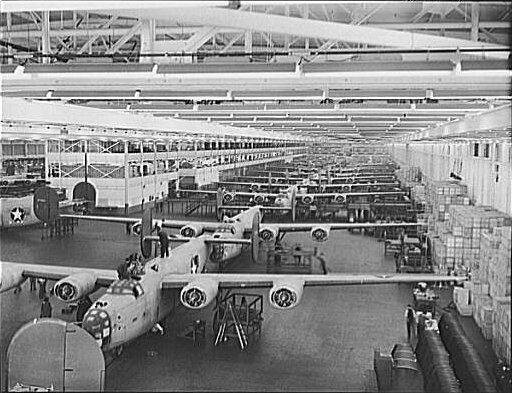
القاذفات الأمريكية كونسوليداتيد بي-24 ليبراتور قيد الإنشاء خلال الحرب العالمية الثانية.

الحرب الصناعية هي فترة من تاريخ الحروب تتراوح تقريباً من أوائل القرن التاسع عشر بداية الثورة الصناعية إلى بدايات عصر الذرة التي شهدت ظهور الدول القومية والقدرة على خلق وتجهيز الأساطيل الكبيرة من خلال عمليات التصنيع الهائلة. ظهرت في العصر الشامل تجنيد الجيوش وتسارع المواصلات (أولاً تطوير خطوط السكك الحديدية وبعد ذلك طرق النقل عن طريق البحر والجو)، ومفهوم الحرب الشامل من حيث التكنولوجيا: هو اختراع البرقيات والاتصالات اللاسلكية، شهد هذا العصر اشتهار أسلحة المشاة: البنادق الأولية مؤخرة الحشو القادرة على إطلاق كميات هائلة من النار، ومدفعية أريتيري مؤخرة الحشو عالية السرعة والأسلحة الكيميائية، والمدرعات الحربية، والسفن الحربية المعدنية، والغواصات المعدنية، والطائرات. 
كذلك يضيف الأستاذ آندري بوفر أن هنالك اختلاف رئيس بين الحرب المطلقة، والحرب الحقيقية، فالحرب المطلقة هي التي تشمل جميع مؤسسات الدولة، ابتداءاً من الأسره، والمدرسة والمستشفيات، نهاية بالقيادات والبنى التحتية، أي أنها تشمل جميع جوانب أنشطة الطرف الآخر أو الدولة الأخرى، أما الحرب الحقيقية فهي التي تكون حصراً في ميدان المعركة، أي في الجبهة.

## الحرب الشاملة
المصطلح صِيغ خلال الحرب العالمية الأولى بواسطة اريش لدندورف (في كتابه عام 1935 «الحرب الشاملة»)، الذي دعا إلى تعبئة كاملة وخضوع جميع الموارد، بما في ذلك السياسات والنظم الاجتماعية في المجهود الحربي الألماني، كما انه قد حان الوقت لخوض حرب حقيقية مع قسوة مطلقة.
هناك أسباب عدة لتصعيد الحروب في القرن التاسع عشر وكان السبب الرئيسي هو التصنيع. كما ارتفع رأس مال البلدان والموارد الطبيعية، وأصبحت بعض ملامح الحرب في طلبها للموارد واضحة أكثر من غيرها، وبالتالي أصبحت الحرب أكثر تكلفة بمرور السنين. وكان على الدولة الصناعية اكتساب الشهرة والمال ثم اختيار شدة الحرب التي ترغب بشنها.

## التجنيد الإجباري
التجنيد الإجباري هو الالتحاق الإجباري للمدنيين بالخدمة العسكرية. سمح التجنيد الإجباري للجمهورية الفرنسية بتشكيل الجيش الكبير، وهو ما سمّاه نابليون بونابرت «الأمة في السلاح»، والذي قاتل الجيوش الأوروبية الخبيرة بنجاح.
كان التجنيد الإجباري موضوع جدال سياسي تاريخي كبير في الديمقراطيات، وخاصة عند إرسال المجندين إلى حروب خارجية لا تؤثر بشكل مباشر على أمن الدولة، فمثلًا، اندلعت نزاعات سياسية قاسية في كندا ونيوفاوندلاند وأستراليا ونيوزيلندا خلال الحرب العالمية الأولى على التجنيد الإجباري، وكان لدى كندا أيضًا نزاع سياسي حول التجنيد الإجباري في أثناء الحرب العالمية الثانية. وضعت كل من جنوب أفريقيا وأستراليا قيودًا على الأماكن التي يمكن للمجندين القتال فيها خلال الحرب العالمية الثانية، ووقعت أيضًا احتجاجات جماعية ضد التجنيد الإجباري لخوض حرب الفيتنام في عدد من البلدان في أواخر ستينيات القرن العشرين.
أصبح التجنيد الإجباري الجماعي غير مرجح في المستقبل المنظور حينها بسبب تركيز الدول المتقدمة المتزايد على القدرة الدفاعية التكنولوجية والقوات المقاتلة المدربة بشكل أفضل، والاستبعاد الكبير للهجوم العسكري التقليدي على معظم الدول المتقدمة، وذلك بالإضافة إلى ذكريات الخلاف حول تجربة حرب الفيتنام. تحتفظ روسيا والعديد من الدول الأصغر مثل سويسرا بجيوش المجندين الإجباريين بشكل أساسي.

## وسائل النقل

### البرية
نُقل المقاتلون بالعربات والخيول وسيرًا على الأقدام قبل اختراع النقل الآلي. نُقلت مجموعات كبيرة من المقاتلين والإمدادات والمعدات بشكل أسرع وبأعداد أكبر مع ظهور القاطرات. دمرت القوات المعارضة خطوط السكك الحديدية لعرقلة حركات الأعداء ردًا على ذلك. دمر رجال الجنرال شيرمان في أثناء الحرب الأهلية الأمريكية مسارات الطرق، وسخّنوا قضبان السكك الحديدية وربطوها حول الأشجار.
تغيّرت وسائل النقل الجماعي للمقاتلين بشكل كامل مع ظهور محرك الاحتراق الداخلي والسيارة. استعاض المقاتلون عن استخدام الأحصنة، التي رافقتهم في حروبهم لآلاف السنين، ببدء الاستخدام الواسع للمدافع الرشاشة. استُخدمت الشاحنات لنقل المقاتلين والعتاد خلال الحرب العالمية الأولى والحرب العالمية الثانية، في حين استُخدمت السيارات وسيارات الجيب لاستكشاف مواقع العدو.
بدأت مكننة المشاة خلال الحرب العالمية الثانية. بدأ استخدام الدبابة، وهي نتاج الحرب العالمية الأولى والتي اخترعها البريطانيون لاختراق الخنادق بينما تصمد أمام نيران المدافع الرشاشة على نقيض الكثير غيرهم. تطورت الدبابات من مركبات غير قوية البنية وثقيلة إلى مركبات حربية سريعة وقوية من أنواع مختلفة، وسيطرت على ساحة المعركة، وسمحت للألمان بغزو معظم أوروبا. ظهر عدد من مركبات النقل المدرعة نتيجة لتطور الدبابة مثل ناقلات الجنود المدرعة والمركبات البرمائية.
استمرت عمليات النقل المدرعة بالتطور بعد انتهاء الحرب، وقلّ استخدام السيارة المدرعة والقطار، ونُقلت أغلبها إلى الاستخدام العسكري والمدني لتكون وسيلة نقل لكبار الشخصيات. ظهرت مركبات المشاة القتالية في الصدارة مع إنشاء المركبة القتالية المدرعة السوفييتية بي إم بّي-1. تُعد مركبات المشاة القتالية إصدارًا أكثر قدرة على القتال من ناقلات الجنود المدرعة، مع أسلحة أثقل (مثل المدفع الآلي)، ولا تزال في نفس الوقت تحتفظ بالقدرة على نقل المقاتلين داخل المعارك وخارجها.

### البحرية
الجسر البحري هو مصطلح يتعلق بالإمدادات العسكرية، ويشير إلى استخدام سفن نقل البضائع لنشر الأصول العسكرية، مثل الأسلحة، والأفراد العسكريين، وإمدادات العتاد. يكمل الجسر البحري وسائل النقل الأخرى، مثل النقل الجوي الاستراتيجي، من أجل تعزيز قدرة الدولة على إبراز الطاقة. يمكن أن تشمل قدرات الجسر البحري في الدولة السفن التي يديرها مدنيون والتي تعمل عادة بموجب عقود، ولكن يمكن استئجارها أو الاستيلاء عليها خلال أوقات الضرورة العسكرية لإكمال الأساطيل البحرية التي تملكها الحكومة.
اشترت الولايات المتحدة عدة أنواع من السفن أو استعارتها أو استولت عليها خلال الحرب العالمية الأولى، وذلك بدءًا من سفن الرحلات السياحية إلى سفن المحيطات لنقل قوات المشاة الأمريكية إلى أوروبا. تحول العديد من هذه السفن إلى خردة أو بيعت أو أُعيدت إلى أصحابها بعد الحرب.

### الجوية
هناك نوعان مختلفان من الجسور الجوية في الحرب، الجسر الجوي الاستراتيجي والجسر الجوي التكتيكي. الجسر الجوي الاستراتيجي هو استخدام نقل الأسلحة والإمدادات والأفراد عبر مسافات طويلة (من قاعدة في بلد إلى قاعدة في بلد آخر على سبيل المثال) باستخدام طائرات شحن كبيرة. يتناقض هذا مع الجسر الجوي التكتيكي، والذي ينطوي على نقل العناصر المذكورة أعلاه داخل مسرح الحرب. يتضمن هذا عادة طائرات شحن ذات نطاقات أقصر وبسرعة أبطأ، ولكن بقدرة أعلى على المناورة.